# Complexe du martyr
 (juillet 2023).
 (juillet 2023).
Une personne atteinte du complexe des martyrs, aussi appelé syndrome du martyr ou complexe de victimisation, éprouve le désir d'être perçue comme un martyr, pensant que cela lui apportera des bénéfices personnels et recherche délibérément la souffrance ou la persécution, motivée par un besoin physique ou un désir d'éviter ses responsabilités. Dans certains cas, cela provient de la conviction que le martyr est persécuté en raison de ses qualités exceptionnelles ou de son intégrité.
D'autres cas de comportements liés au complexe des martyrs impliquent des souffrances volontaires, perçues comme un acte d'amour ou de devoir. Ces schémas sont observés notamment au sein de familles défavorisées ainsi que dans des relations caractérisées par la codépendance ou la maltraitance,. Ce désir de se sacrifier est parfois considéré comme une forme de masochisme.